# سارة مكدونالد
سارة مكدونالد (بالإنجليزية: Sarah McDonald) هي منافسة ألعاب القوى بريطانية، ولدت في 2 أغسطس 1993 في نيوكاسل أبون تاين في المملكة المتحدة.

## وصلات خارجية
- سارة مكدونالد على موقع الاتحاد الدولي لألعاب القوى (الإنجليزية)
- سارة مكدونالد على موقع الدوري الماسي (الإنجليزية)